# Périgny (Calvados)
Pour les articles homonymes, voir Périgny.
Périgny est une commune française, située dans le département du Calvados en région Normandie, peuplée de 57 habitants.

## Géographie
La commune est à l'est du Bocage virois, à proximité de la Suisse normande. L'atlas des paysages de la Basse-Normandie la place au sud-est de l'unité du synclinal bocain caractérisée par « une alternance de lambeaux boisés sur les crêtes et de paysages semi-ouverts ».
La commune est en retrait des grandes voies de communication, à équidistance, mais à plus de 8 km, des quatre chefs-lieux de cantons les plus proches : Vassy au sud-ouest, Condé-sur-Noireau au sud-est, Thury-Harcourt au nord-est et Aunay-sur-Odon au nord-ouest. Le territoire communal est traversé au nord par la route départementale no 166b qui relie les bourgs de Lénault (à l'ouest) et Saint-Pierre-la-Vieille (à l'est) et qui passe par l'église. Au sud, le long de la Druance, la D 166 joint Saint-Pierre-la-Vieille à Saint-Vigor-des-Mézerets (au sud-ouest). La D 218, qui emprunte partiellement le tracé de la D 166, rejoint Saint-Jean-le-Blanc à l'ouest et Pontécoulant, vers Condé-sur-Noireau, au sud.
Périgny est dans le bassin de l'Orne, par son sous-affluent la Druance qui délimite le territoire de celui de Saint-Vigor-des-Mézerets au sud. Son affluent, le ruisseau de Cresme sert de limite avec Saint-Pierre-la-Vieille à l'est. Un modeste vallon séparant la commune en deux parties équivalentes et dominé par le petit bourg (la Commune) draine les eaux communales vers le ruisseau de Cresme.
Le point culminant (232 m) se situe au nord-ouest, à l'endroit où la D 166b quitte le territoire vers Lénault. Le point le plus bas (120 m) correspond à la sortie de la Druance du territoire, au sud. Les vallées assez marquées de la Druance et du ruisseau de Cresme sont boisées.
Les lieux-dits sont, du nord-ouest à l'ouest, dans le sens horaire, Danne, la Commune, les Hauts Champs, le Val Mérienne, le Val Rosaire, le Bout de Là et Bergogne,.
| Condé-en-Normandie (comm. dél. de Lénault)                 | Condé-en-Normandie (comm. dél. de Lénault)                 | Condé-en-Normandie (comm. dél. de Saint-Pierre-la-Vieille) |
| Condé-en-Normandie (comm. dél. de Lénault)                 | Périgny                                                    | Condé-en-Normandie (comm. dél. de Saint-Pierre-la-Vieille) |
| Terres de Druance (comm. dél. de Saint-Vigor-des-Mézerets) | Terres de Druance (comm. dél. de Saint-Vigor-des-Mézerets) | Condé-en-Normandie (comm. dél. de Saint-Pierre-la-Vieille) |

### Climat
Pour des articles plus généraux, voir Climat de la Normandie et Climat du Calvados.
En 2010, le climat de la commune est de type climat océanique franc, selon une étude du CNRS s'appuyant sur une série de données couvrant la période 1971-2000. En 2020, Météo-France publie une typologie des climats de la France métropolitaine dans laquelle la commune est exposée à un climat océanique et est dans la région climatique  Normandie (Cotentin, Orne), caractérisée par une pluviométrie relativement élevée (850 mm/a) et un été frais (15,5 °C) et venté. Parallèlement le GIEC normand, un groupe régional d’experts sur le climat, différencie quant à lui, dans une étude de 2020, trois grands types de climats pour la région Normandie, nuancés à une échelle plus fine par les facteurs géographiques locaux. La commune est, selon ce zonage, exposée à un « climat contrasté des collines », correspondant au Bocage normand, bien arrosé, voire très arrosé sur les reliefs les plus exposés au flux d’ouest, et frais en raison de l’altitude.
Pour la période 1971-2000, la température annuelle moyenne est de 10,2 °C, avec  une amplitude thermique annuelle de 13 °C. Le cumul annuel moyen de précipitations est de 904 mm, avec 13,9 jours de précipitations en janvier et 8,1 jours en juillet. Pour la période 1991-2020, la température moyenne annuelle observée sur la station météorologique la plus proche, située sur la commune de Terres de Druance à 5 km à vol d'oiseau, est de 11,1 °C et le cumul annuel moyen de précipitations est de 908,6 mm,. Pour l'avenir, les paramètres climatiques de la commune estimés pour 2050 selon différents scénarios d’émission de gaz à effet de serre sont consultables sur un site dédié publié par Météo-France en novembre 2022.

## Urbanisme

### Typologie
Au 1er janvier 2024, Périgny est catégorisée commune rurale à habitat très dispersé, selon la nouvelle grille communale de densité à 7 niveaux définie par l'Insee en 2022.
Elle est située hors unité urbaine. Par ailleurs la commune fait partie de l'aire d'attraction de Condé-en-Normandie, dont elle est une commune de la couronne,. Cette aire, qui regroupe 7 communes, est catégorisée dans les aires de moins de 50 000 habitants,.

### Occupation des sols
L'occupation des sols de la commune, telle qu'elle ressort de la base de données européenne d’occupation biophysique des sols Corine Land Cover (CLC), est marquée par l'importance des territoires agricoles (82,8 % en 2018), une proportion sensiblement équivalente à celle de 1990 (82,6 %). La répartition détaillée en 2018 est la suivante : 
prairies (56,8 %), terres arables (25,7 %), forêts (17,2 %), zones agricoles hétérogènes (0,3 %). L'évolution de l’occupation des sols de la commune et de ses infrastructures peut être observée sur les différentes représentations cartographiques du territoire : la carte de Cassini (XVIIIe siècle), la carte d'état-major (1820-1866) et les cartes ou photos aériennes de l'IGN pour la période actuelle (1950 à aujourd'hui).

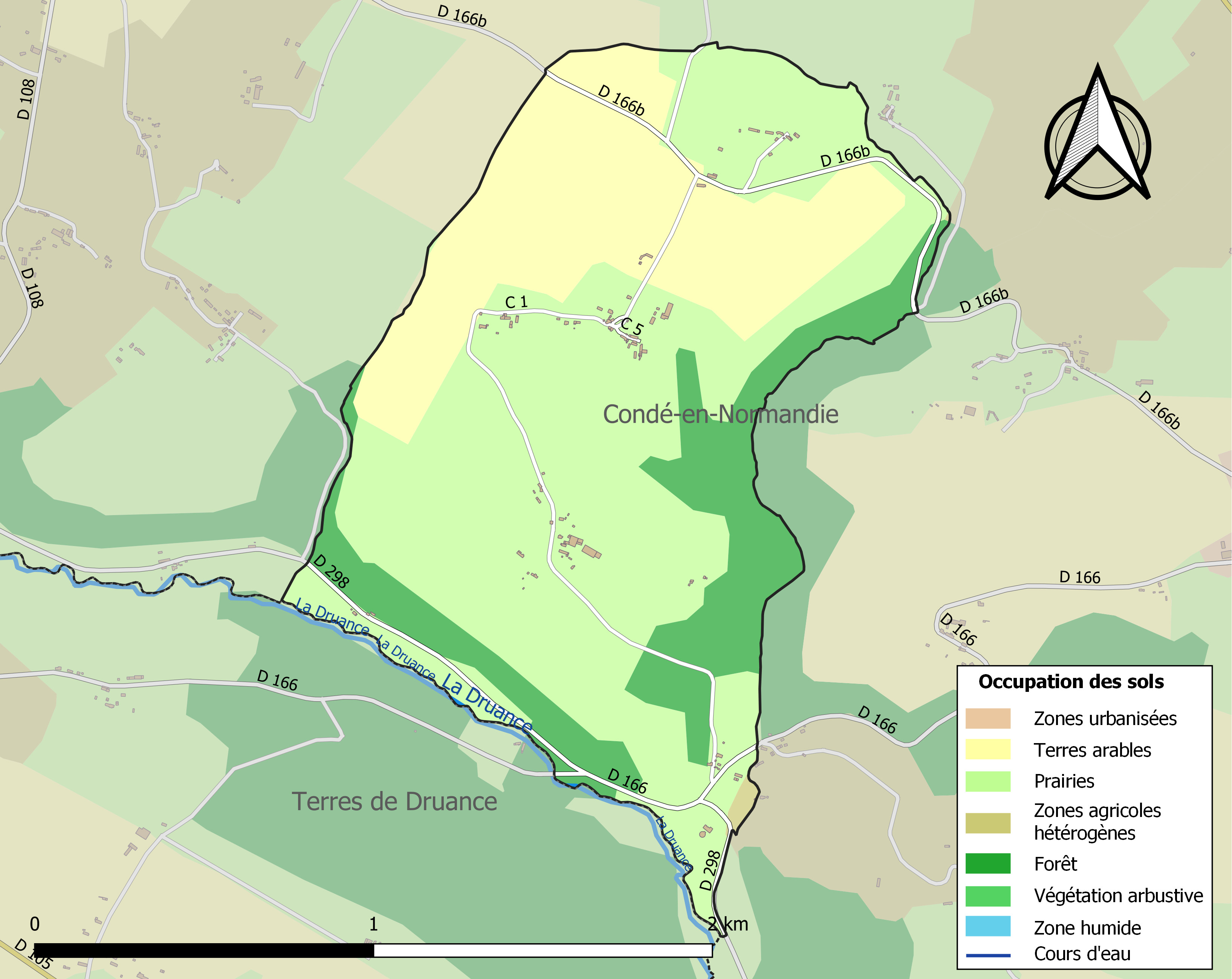
Carte des infrastructures et de l'occupation des sols de la commune en 2018 (CLC).

## Toponymie
Le nom de la localité est attesté sous les formes Perigneium au XIe siècle et Pérignié en 1398. Le toponyme serait issu de l'anthroponyme roman Paternus.
Le gentilé est Péruvien,, à ne pas confondre avec celui de la commune voisine de Saint-Pierre-la-Vieille, Pétruvien.

## Histoire
Sous l'Ancien Régime, la paroisse dépendait de la sergenterie de Saint-Jean-le-Blanc et de l'élection de Vire.
Elle appartenait au haut Moyen Âge à Grimoult du Plessis.
Elle passa ensuite dans une famille Poisson qui troqua son nom pour celui de Périgny. En 1389, Jean Guillemin est seigneur de Périgny. Un autre Jean Guillemin possède la seigneurie en 1453. Elle passa ensuite dans les mains des familles du Grippel, Anzeray et Ruault.
La seigneurie de Périgny appartenait au XVIIIe siècle à la famille Gohier de Précaire.
Le 8 août 1944, au cours de l'opération Totalize, un bombardier B-17-G du 349th Bomb squadron (8th Air Force) s'écrase au lieu-dit les Hauts Champs, abattu par la Flak. Huit de ses occupants périssent, seul le Staff Sergeant (en) Gilbert A. Borba sort indemne.

## Politique et administration

### Tendances politiques et résultats
Candidats ou listes ayant obtenu plus 5 % des suffrages exprimés lors des dernières élections politiquement significatives :
- Régionales 2015[26] :
  - 1er tour (65,91 % de votants) : Union de la gauche (Nicolas Mayer-Rossignol) 34,62 %, Union de la droite (Hervé Morin) 34,62 %, FN (Nicolas Bay) 19,23 %, EÉLV (Yanic Soubien) 7,69 %.
  - 2e tour (68,18 % de votants) : Union de la gauche (Nicolas Mayer-Rossignol) 48,28 %, FN (Nicolas Bay) 27,59 %, Union de la droite (Hervé Morin) 24,14 %.
- Européennes 2014[27] (57,78 % de votants) : FG (Jacky Hénin) 21,74 %, ND (Arthur Devriendt) 17,39 %, UMP (Jérôme Lavrilleux) 17,39 %, FN (Marine Le Pen) 17,39 %, DLR (Jean-Philippe Tanguy) 13,04 %, EÉLV (Karima Delli) 8,70 %.
- Législatives 2012[28] :
  - 1er tour (81,40 % de votants) : Alain Tourret (PRG) 45,71 %, Jean-Yves Cousin (UMP) 40,00 %, Marie-Françoise Lebœuf (FN) 8,57 %.
  - 2e tour (83,72 % de votants) : Alain Tourret (PRG) 54,29 %, Jean-Yves Cousin (UMP) 45,71 %.
- Présidentielle 2012[29] :
  - 1er tour (95,24 % de votants) : François Hollande (PS) 32,50 %, Nicolas Sarkozy (UMP) 27,50 %, Jean-Luc Mélenchon (FG) 12,50 %, Eva Joly (EELV) 7,50 %, Marine Le Pen (FN) 7,50 %, François Bayrou (MoDem) 5,00 %, Nicolas Dupont-Aignan (DLR) 5,00 %.
  - 2e tour (95,24 % de votants) : François Hollande (PS) 57,89 %, Nicolas Sarkozy (UMP) 42,11 %.
- Européennes 2009[30] (60,00 % de votants) : LV (Hélène Flautre) 15,38 %, FN (Marine Le Pen) 15,38 %, Majorité présidentielle (Dominique Riquet) 15,38 %, Centre-MoDem (Corinne Lepage) 15,38 %, PS (Gilles Pargneaux) 11,54 %, Ext-G (Christine Poupin) 11,54 %, DVD (Frédéric Nihous) 7,69 %.

### Administration municipale
| Période                                  | Période      | Identité                | Étiquette | Qualité                  |
| ---------------------------------------- | ------------ | ----------------------- | --------- | ------------------------ |
| 1892                                     | 1955         | Ernest Jouvin           |           |                          |
| 1955                                     | juin 1995    | Albert Auvray           |           |                          |
| juin 1995                                | mars 2015    | Dominique Mullois       | SE        | Conseiller commercial    |
| mai 2015                                 | 2020         | Christiane Portier      |           | Sans profession          |
| mai 2020                                 | juillet 2025 | Jean Christophe Meunier |           | Réalisateur              |
| juillet 2025                             | En cours     | Jérémy Moru             | SE        | Technicien en plasturgie |
| Les données manquantes sont à compléter. |              |                         |           |                          |

Le conseil municipal est composé de sept membres dont le maire et un adjoint.

## Démographie
L'évolution du nombre d'habitants est connue à travers les recensements de la population effectués dans la commune depuis 1793. Pour les communes de moins de 10 000 habitants, une enquête de recensement portant sur toute la population est réalisée tous les cinq ans, les populations de référence des années intermédiaires étant quant à elles estimées par interpolation ou extrapolation. Pour la commune, le premier recensement exhaustif entrant dans le cadre du nouveau dispositif a été réalisé en 2008.
En 2022, la commune comptait 57 habitants, en évolution de −1,72 % par rapport à 2016 (Calvados : +1,58 %, France hors Mayotte : +2,11 %).
Périgny est la commune la moins peuplée du canton de Condé-sur-Noireau. Elle a compté jusqu'à 226 habitants en 1836.
| 1793 | 1800 | 1806 | 1821 | 1831 | 1836 | 1841 | 1846 | 1851 |
| ---- | ---- | ---- | ---- | ---- | ---- | ---- | ---- | ---- |
| 220  | 210  | 207  | 206  | 208  | 226  | 220  | 212  | 215  |

| 1856 | 1861 | 1866 | 1872 | 1876 | 1881 | 1886 | 1891 | 1896 |
| ---- | ---- | ---- | ---- | ---- | ---- | ---- | ---- | ---- |
| 205  | 200  | 180  | 148  | 157  | 149  | 156  | 163  | 122  |

| 1901 | 1906 | 1911 | 1921 | 1926 | 1931 | 1936 | 1946 | 1954 |
| ---- | ---- | ---- | ---- | ---- | ---- | ---- | ---- | ---- |
| 148  | 127  | 100  | 93   | 82   | 95   | 84   | 100  | 85   |

| 1962 | 1968 | 1975 | 1982 | 1990 | 1999 | 2006 | 2008 | 2013 |
| ---- | ---- | ---- | ---- | ---- | ---- | ---- | ---- | ---- |
| 80   | 77   | 60   | 47   | 53   | 62   | 55   | 53   | 57   |

| 2018 | 2022 | - | - | - | - | - | - | - |
| ---- | ---- | - | - | - | - | - | - | - |
| 58   | 57   | - | - | - | - | - | - | - |

## Économie
En 2009, la population âgée de 15 à 64 ans s'élevait à trente personnes, parmi lesquelles on comptait 79,3 % d'actifs dont 69 % ayant un emploi. On comptait six emplois dans la zone d'emploi, contre également six en 1999. Le nombre d'actifs ayant un emploi résidant dans la zone d'emploi étant de vingt, l'indicateur de concentration d'emploi est de 19,8 %, la zone d'emploi offre donc un peu moins d'un emploi pour trois habitants actifs.

## Lieux et monuments
- Église Saint-Julien du XVIe siècle.
- Pierres druidiques de Becquerel.

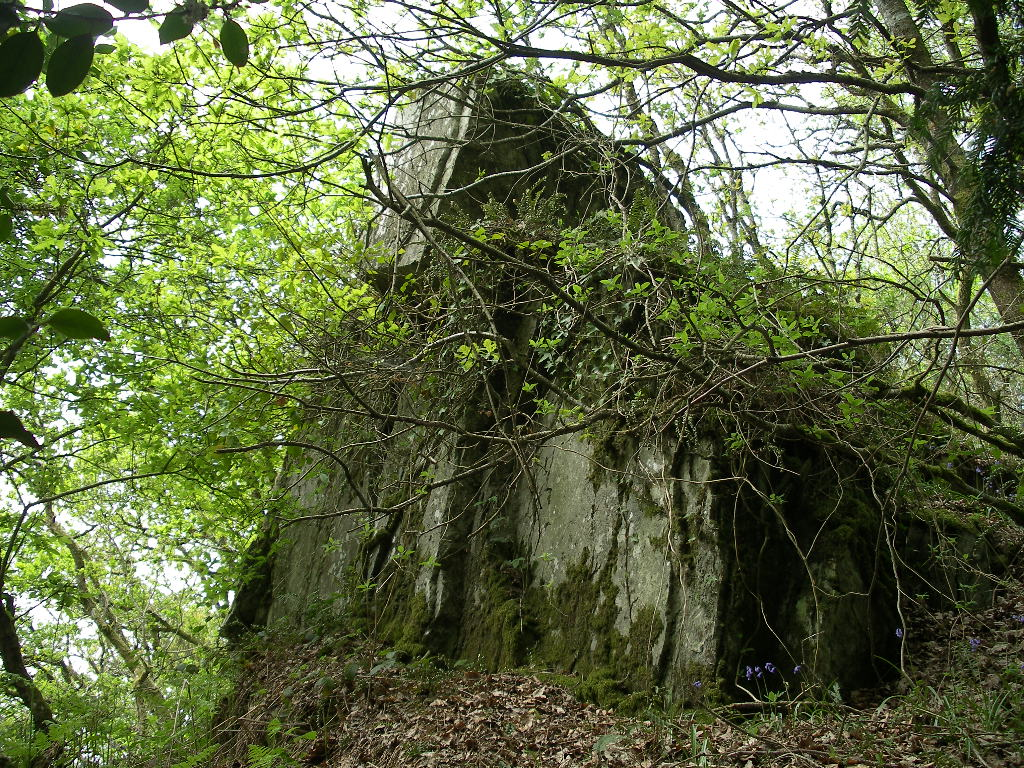
Les Pierres druidiques.

- Stèle érigée en l'honneur des soldats américains morts pour la libération de la commune à la suite du crash de leur avion le 8 août 1944 (inaugurée sur la place du village le 8 août 2004).